# Jaroslav Kalkus
Jaroslav Kalkus (16. dubna 1920 – 5. dubna 2013) byl český a československý politik Komunistické strany Československa, poúnorový poslanec Národního shromáždění ČSSR a poslanec Sněmovny lidu Federálního shromáždění za normalizace.

## Biografie
Ve volbách roku 1964 byl zvolen za KSČ do Národního shromáždění ČSSR za Jihočeský kraj. V Národním shromáždění zasedal až do konce volebního období parlamentu v roce 1968.
K roku 1968 se profesně uvádí jako ředitel státního statku z obvodu Jindřichův Hradec. K roku 1981 se zmiňuje coby ředitel Velkovýkrmen Třeboň.
Po federalizaci Československa usedl roku 1969 do Sněmovny lidu Federálního shromáždění (volební obvod Jindřichův Hradec). Mandát obhájil ve volbách roku 1971, volbách roku 1976, volbách roku 1981 a volbách roku 1986.
V únoru 1973 mu byl propůjčen Řád Vítězného února.
V parlamentu zasedal až do ledna roku 1990, kdy ho KSČ odvolala z postu poslance v rámci výměny složení parlamentu po sametové revoluci (kooptace do Federálního shromáždění 1989-1990).
Ještě v roce 2009 mu KSČM přála k jeho životnímu jubileu. Tehdy se uváděl jako bytem v Třeboni.